# Leon Festinger
Leon Festinger (* 8. Mai 1919 in New York City; † 11. Februar 1989 ebenda) war ein US-amerikanischer Sozialpsychologe, der hauptsächlich durch seine Theorie der kognitiven Dissonanz, die Theorie des sozialen Vergleichs und seine Experimente bekannt wurde.

## Leben
Leon Festinger wurde als Sohn von Alex Festinger und Sara Solomon, russisch-jüdischen Einwanderern, in New York geboren. Nach seinem Schulabschluss ging Festinger ans City College of New York, wo er 1939 seinen Abschluss machte. Im Folgejahr legte er seinen MA im Fachgebiet Psychologie ab. Es folgte eine Graduierung an der University of Iowa bei dem deutschen Psychologen Kurt Lewin (1890–1947).
Lewin, der zu dieser Zeit an einer neuen Feldtheorie der Sozialpsychologie arbeitete, hatte auf Festingers Arbeit auch perspektivisch einen großen Einfluss. Nachdem Festinger seinen Doktorgrad der Psychologie an der Universität von Iowa 1942 mit dem Forschungsthema Anspruchsniveau und Statistik erworben hatte, arbeitete er während des Zweiten Weltkrieges als Statistiker an der Universität Rochester für das Programm Committee on Selection and Training of Aircraft Pilots. Ab 1945 folgte er Lewin an das Forschungszentrum für Gruppendynamik am Massachusetts Institute of Technology (MIT). Hier wurde er Assistenzprofessor für Sozialpsychologie. Gemeinsam arbeitete er dort mit Stanley Schachter zusammen. Zu dieser Zeit heirateten Festinger und Mary Ballou, eine Pianistin, mit der er drei Kinder hatte; später aber geschieden wurde.
Nach Lewins Tod 1947 zog das Forschungszentrum für Gruppendynamik an die University of Michigan um, Festinger stieg zum Programmdirektor auf. Danach wechselte er zur University of Minnesota als Professor für Psychologie und ging 1955 zur Stanford-Universität. 1968 kehrte er nach New York City zurück, wo er als Professor für Psychologie an der New School for Social Research tätig wurde. 1959 wurde er in die American Academy of Arts and Sciences gewählt, 1972 in die National Academy of Sciences. Festinger verstarb am 11. Februar 1989 in New York. Er hinterließ seine zweite Frau, Trudy Bradley, die er 1969 geheiratet hatte.

## Werk
In dieser Zeit leistete er Beiträge zur sozialpsychologischen Theoriebildung durch seine Untersuchungen informaler sozialer Kommunikation. Dabei entwickelte er Theorien über soziale Vergleichsprozesse, besonders seine Theorie der kognitiven Dissonanz. Diese besagt, dass ein Mensch im Wesentlichen immer um den sozialen Ausgleich, egal welcher Art und Form, für sich selbst bemüht ist. Wenn dieser Mensch beispielsweise eine besonders gefährliche Tätigkeit ausübt, bemüht er sich darum, Informationen und „Beweise“ zusammenzutragen, dass diese Tätigkeit völlig „normal“ und mit hohem Zweck notwendig sei. Dazu entwickelte Leon Festinger einfallsreiche Experimente mit seinen Schülern, so unter anderem zur Herstellung von Dissonanzen durch „foced-compliance“, die oft mit Täuschungseffekten verbunden sind. 1956 schrieb er ein Buch über das Scheitern von Prophezeiungen, z. B. zu UFOs oder zum Weltuntergang.
Etwa um das Jahr 1964 verließ er das Forschungsgebiet der Sozialpsychologie und wandte sich der Psychologie der Farbwahrnehmung zu. Zehn Jahre darauf beendete er seine experimentellen psychologischen Forschungen und widmete sich der Publikation ausgewählter Themen, begann sich mit Archäologie und historischen Prozessen zu beschäftigen. So erschien 1983 seine Arbeit The Human Legacy (dt. Archäologie des Fortschritts).
Zu seinen bekanntesten Schülern gehören Elliot Aronson und Daryl J. Bem.

## Werk (Auswahl)
- An experimental test of a theory of decision. University of Iowa, 1942. (Dissertation)
- A Theory of Social Comparison Processes. In: Human Relations (1954), Nr. 7, S. 117–140.
- When Prophecy Fails: A Social and Psychological Study, Minnesota Press 1956. (Neuaufl. 2011. ISBN 978-1891396984)
- A theory of cognitive dissonance. Stanford UP 1957 (deutsch: Theorie der kognitiven Dissonanz. Huber, Bern [u. a.] 1978, ISBN 3-456-80444-X. Hogrefe 2019 ISBN 978-3456860329)
- Die Lehre von der "kognitiven Dissonanz". In: Wilbur Schramm (Hrsg.) Grundfragen der Kommunikationsforschung. Juventa, München 1964, S. 27–38 (5. Aufl. 1973, ISBN 3-7799-0051-3).
- Retrospections of Social Psychology, 1980. ISBN 978-0195027518
- The human legacy. 1983 (deutsch: Archäologie des Fortschritts. Campus-Verlag, Frankfurt am Main [u. a.] 1985, ISBN 3-593-33480-1.)